# Jaye Crockett
Jeffrey "Jaye" Crockett  (nacido el 16 de octubre de 1991 en Watertown (Nueva York)) es un jugador de baloncesto estadounidense que pertenece a la plantilla del Keravnos B.C. de la Liga de Chipre. Con 2,00 metros de estatura, juega en la posición de alero.

## Trayectoria deportiva
Es un base que jugó durante cuatro temporadas en los Texas Tech Raiders y tras no ser drafteado en 2014, debutó como profesional en Italia en las filas del Derthona Basket de Liga Due Gold.
En la temporada 2015-16 llega a Japón para jugar en el Shinshu Brave Warriors y acabaría la temporada en Suiza en las filas del SAM Basket Massagno. Las siguientes temporadas las juega en la Liga Due Gold italiana con diversos equipos, hasta que en 2017 llega al Bakken Bears de Dinamarca.
En verano de 2018, firma con el ESSM Le Portel de la liga de baloncesto de Francia.
Durante la temporada 2019-20 jugaría hasta en tres equipos distintos, como Anibal Zahle, South East Melbourne Phoenix y B.C. Astana.
En agosto de 2020, firma por el Friburgo Olympic  de la Liga Nacional de Baloncesto de Suiza.